# Йозеф Культ
Йозеф Культ (нім. Josef Kult; 20 січня 1912, Дайлінген, Німецька імперія — 22 березня 1943, Кубань, СРСР) — німецький офіцер, гауптман резерву вермахту (15 березня 1943). Кавалер Лицарського хреста Залізного хреста з дубовим листям.

## Біографія
В 1936 році призваний на строкову службу, яку проходив в 56-му піхотному полку. 26 серпня 1939 року призваний у свій полк, з яким взяв участь у Польській та Французькій кампаніях. На початку 1941 року переведений в 101-у легку піхотну (з липня 1942 року — єгерську) дивізію і потім прийняв командування 3-ою ротою 228-го піхотного (потім єгерського) полку. Загинув у бою.

## Нагороди
- Залізний хрест
  - 2-го класу (11 серпня 1941)
  - 1-го класу (15 жовтня 1941)
- Штурмовий піхотний знак в сріблі
- Медаль «За зимову кампанію на Сході 1941/42» (16 серпня 1942)
- Лицарський хрест Залізного хреста з дубовим листям
  - лицарський хрест (7 жовтня 1942)
  - дубове листя (№ 212; 15 березня 1943)
- Нагрудний знак «За поранення» в сріблі